# Берн, Уильям
Уильям Берн FRSE (англ. William Burn; 20 декабря 1789 — 15 февраля 1870) — шотландский архитектор. Талантливый архитектор, получал крупные заказы с 20 лет и до своей смерти в 81 год. Строил во многих стилях и был пионером стиля шотландских баронов.

## Биография
Берн родился на Роуз-Стрит в Эдинбурге, в семье архитектора Роберта Берна. Получил образование в Королевской средней школе.
После обучения у архитектора сэра Роберта Смирка, дизайнера Британского музея, он вернулся в Эдинбург в 1812 году. Здесь он основал практику в семейной мастерской. В 1841 году он взял к себе ученика, Дэвида Брайса, с которым позже вступил в партнерство. С 1844 года он работал в Лондоне, где взял в партнеры своего племянника Джона Маквикара Андерсона.
В 1827 году он был избран членом Королевского общества Эдинбурга, что было необычно для архитектора, а предложил его кандидатуру Джеймс Скин. Берн ушел в отставку в 1845 году после переезда в Лондон.
В 1830-е годы он жил и работал на Джордж-стрит, 131, в Новом городе Эдинбурга. В 1844 году он переехал в Лондон.
Берн был мастером многих стилей, но все они отличались пропорциональной простотой внешне и частыми потрясающими интерьерами. Он был пионером стиля шотландских баронов, примерами которого являются: Башня Елены (1848), замок Каслвеллан (1856) и замок Балинтор (1859).

## Масонство
Не установлено, где Берн стал масоном, но он был Великим Архитектором Великой Ложи Шотландии с 1827 по 1844 год, в то время как его ученик Дэвид Брайс был назван «совместным» Великим Архитектором. Оба служили в Великой Ложе Шотландии, в этом совместном качестве до 1849 года. После этого Дэвид Брайс стал Великим Архитектором и занимал должность до 1876 года.

## Смерть
Скончался в Лондоне на 6-й Стрэттон-стрит в Пиккадилли и был похоронен на кладбище Кенсал-Грин, прямо на краю дорожки к северо-западу от англиканской часовни.

## Ученики
У Уильяма Берна было много учеников:
- Джон Хонимен
- Дэвид Брайс
- Джон Лессельс
- Джордж Мейкл Кемп
- Томас Браун
- Джеймс Кэмпбелл Уокер
- Уильям Иден Несфилд
- Дэвид Макгиббон

## Работы
Берн был плодовитым архитектором и с удовольствием обращался к самым разным стилям. Он проектировал церкви, замки, общественные здания, загородные дома (до 600), памятники и другие сооружения, главным образом в Шотландии, но также в Англии и Ирландии. Его работы включают в себя среди прочего:
Шотландия
- Ardanaiseig House, near Kilchrenan, Аргайл
- Замок Балинтор, Ангус (1859) стиль Шотландских баронов
- Бинны, перестроенные для семьи Даль (1811) Готический
- Замок Блэркуэн, Южный Эйршир (1821) Готический
- Памятник Блантайр, Эрскин (1825)
- Кампердаун-Хаус, Данди (1820) Греческое Возрождение
- Карстерс-Хаус, Южный Ланаркшир (1820—1823) Готический
- Старая приходская церковь Корсторфина (1828) — признана слишком радикальной и была возвращена к средневековой стилистике в 1905 году
- Капитальная реконструкция Дорнохского собора (1835—1837)
- Melville Monument в центре Площади Святого Андрея в Эдинбурге[8]
- Замок Инвернесс, Инвернесс (1836) Готический

Англия
- Adderstone зале, возле Лакер, Нортумберленд (1819) Георгианский, греческий
- Кливден, Графство Бакингемшир[9]
- Поместье Харлакстон, Грэнтем, Линкольншир
- Линфорд-Холл, Норфолк Якова
- Монтегю-Хаус, Уайтхолл, Лондон, французский ренессанс, снесен
- Престволд-Холл, Лафборо, Лестершир (1842) Классика
- Аббатство Ревесби, Линкольншир (1845), Елизаветинско-Якобинское
- Роусби-холл, Роусби, Линкольншир (1846)
- Сандон-Холл, Стаффордшир, (1852), Якобинский

#### Ирландия
- Макросс-хаус, Килларни, графство Керри (1843) Стиль Тюдоров